# Paranagia glabripars
Paranagia glabripars är en fjärilsart som beskrevs av Louis Beethoven Prout 1924. Paranagia glabripars ingår i släktet Paranagia och familjen nattflyn. Inga underarter finns listade i Catalogue of Life.